# サン・クイーリコ・ドルチャ
サン・クイリーコ・ドルチャ (伊: San Quirico d'Orcia) は、イタリア共和国トスカーナ州シエーナ県にある、人口約2,600人の基礎自治体（コムーネ）。

## 地理

### 位置・広がり

#### 隣接コムーネ
隣接するコムーネは以下の通り。
- カスティリオーネ・ドルチャ
- モンタルチーノ (サン・ジョヴァンニ・ダッソ)
- ピエンツァ

### 気候分類・地震分類
サン・クイーリコ・ドルチャにおけるイタリアの気候分類 (it) および度日は、zona D, 2041 GGである。
また、イタリアの地震リスク階級 (it) では、zona 3 (sismicità bassa) に分類される。